# Anteros

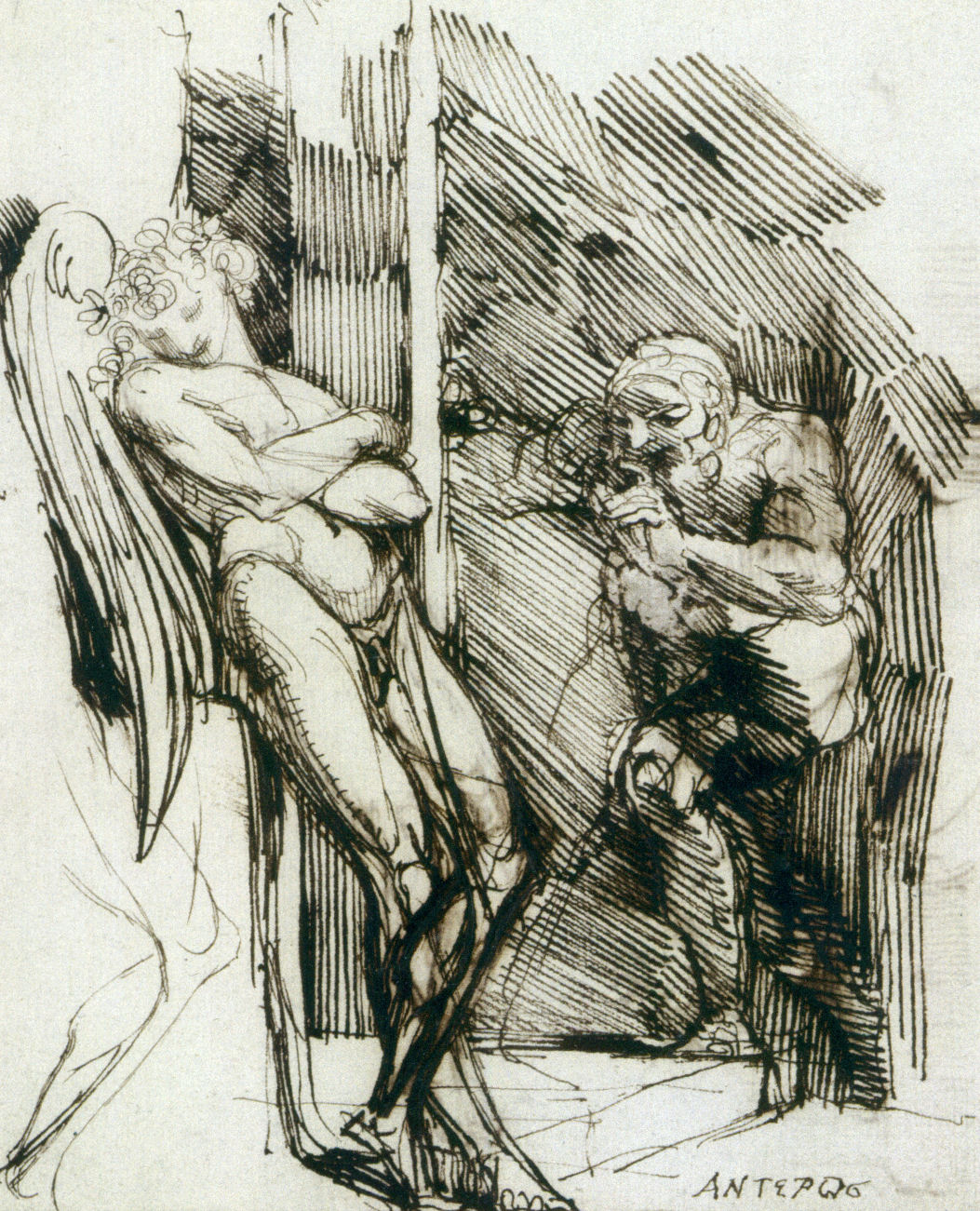
Anteros, lüsterner Alter, auf den kokett abgewandten Gott zutretend. Federzeichnung von Johann Heinrich Füssli.

Anteros (altgriechisch Ἀντέρως Antérōs, deutsch ‚erwiderte Liebe‘) ist in der griechischen Mythologie der Gott der Gegenliebe, der verschmähte Liebe rächt. Sein Bruder ist Eros, der Gott der zeugenden Liebe.

## Mythologie

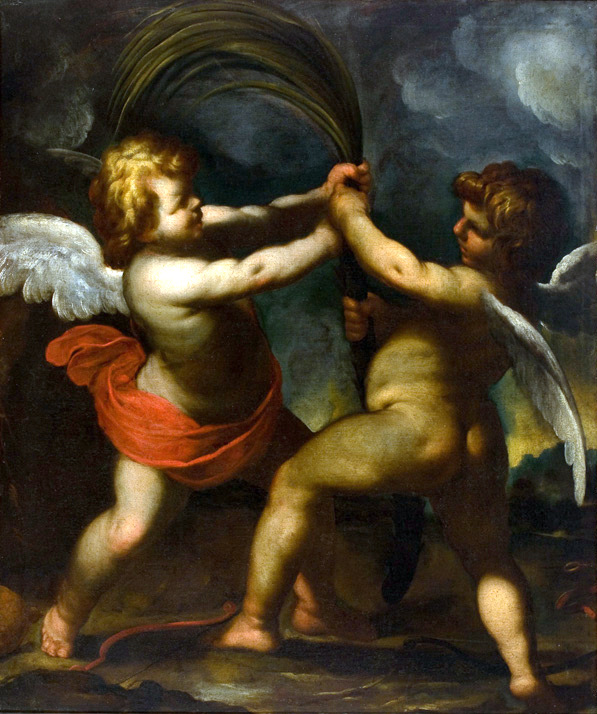
Procaccini: Eros und Anteros. 17. Jh.

Nach einer vom Rhetor Themistios wiedergegebenen Legende war Aphrodite besorgt, dass ihr Sohn Eros nicht wachsen wolle. Auf den Spruch hin, Eros könne erst wachsen, wenn er einen Bruder und damit ein Gegenstück habe, gebar sie den Anteros.
Nach Cicero ist Anteros der Sohn des Mars und der „dritten“ Venus, der Tochter des Jupiter und der Diona.
Als Rachegott trägt er den Beinamen Alastor. Dem Anteros Alastor war nahe der Akropolis von Athen ein Altar geweiht. Pausanias berichtet dazu die Legende, dass ein Athener Bürger namens Meles die ihm von dem Metöken Timagoras entgegengebrachte Liebe nicht nur abwies, sondern Timagoras aufforderte, doch von der Akropolis zu springen, was Timagoras dann auch tat. Als Meles die Folgen seiner Kälte sah, wurde er derart von Reue zerfressen, dass er ebenfalls von der Akropolis sprang. Zum Andenken an diese traurige Geschichte weihten die Metöken Athens dann einen Altar.

## Kult
Der Kult von Eros und Anteros scheint als eine mythologische Entsprechung des Verhältnisses von Erastes und Eromenos aus dem Umfeld der Palästra zu stammen. Im Gymnasion von Elis habe sich nach Pausanias ein Altar der beiden befunden, und in einer dortigen Palästra war ein Relief der beiden zu sehen, wie sie um eine Siegespalme ringen und Anteros dem Eros die Palme zu entreißen versucht.

## Trivia
Eunapius von Sardes erzählt eine Anekdote aus dem Leben des Iamblichos von Chalkis. Als dieser sich mit einigen Schülern in den Bädern von Gadara in Syrien aufhielt, wurde er zum wiederholten Mal von seinen Schülern bedrängt, ein Wunder zu vollbringen. Dort befanden sich zwei heiße Quellen, die von den Einheimischen Eros und Anteros genannt wurden. Iamblichos sprach eine Beschwörung und berührte das Wasser der einen Quelle mit der Hand, der daraufhin ein wunderschöner Knabe mit goldenem Haar entstieg, dann tat er das gleiche bei der anderen Quelle, aus der ein ebenso schöner Knabe mit dunklem Haar stieg. Die Knaben drängten sich an Iamblichos, als wäre er ihr Vater. Schließlich ließ er sie wieder verschwinden. Durch diesen Beweis seiner Wundermacht waren seine Schüler überzeugt und bedrängten ihn in Zukunft nicht weiter. Traditionell wurde Eros goldenes Haar zugeschrieben, Iamblichos hat also die Erscheinungen von Eros und Anteros beschworen.